# Dolichosomastis
Dolichosomastis é um gênero de traça pertencente à família Arctiidae.